# Agdenes kommun
Agdenes kommun (norska: Agdenes kommune) är en tidigare kommun i Trøndelag fylke i mellersta Norge. Den gränsade i sydöst mot tidigare Orkdals kommun och i sydväst mot tidigare Snillfjords kommun. Tätorten Selbekken utgjorde kommunens centralort. 
Från år 2020 ingår Agdenes kommun tillsammans med kommunerna Orkdal, Meldal och delar av Snillfjord i den nyetablerade Orklands kommun.

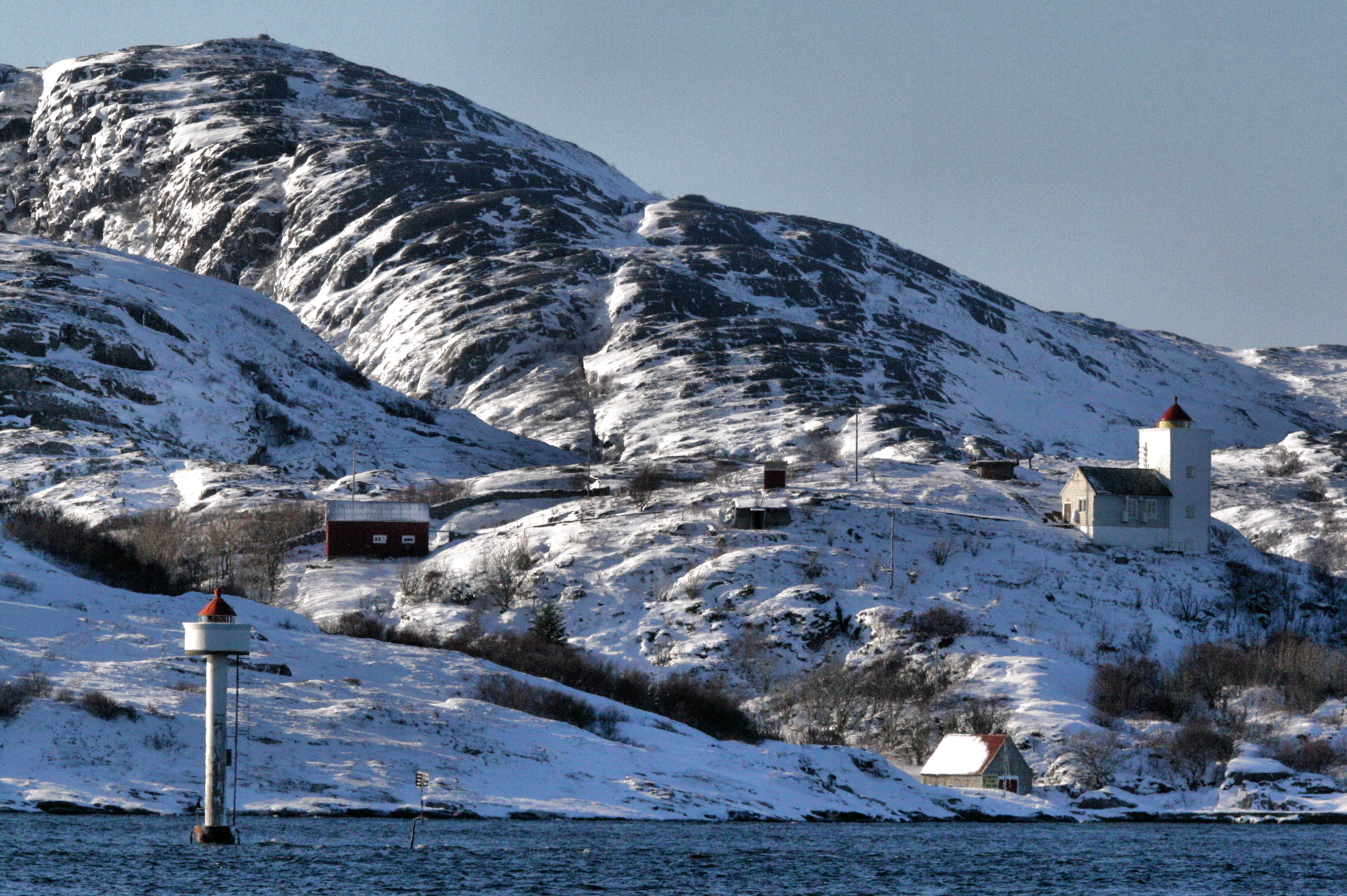
Agdenes fyr.